# (29313) 1994 CR
1994 سي أر (ويعرف أيضًا باسم (29313) 1994 سي أر وفق تسمية الكوكب الصغير) (بالإنجليزية: 1994 CR)‏ هو كويكب ضمن حزام الكويكبات؛ وترتيبه 29313 من حيث الاكتشاف.
اكتُشف هذا الجُرم الفلكي بواسطة هيروشي كانيدا في 4 فبراير 1994.

## وصلات خارجية
- (29313) 1994 CR في قاعدة بيانات مختبر الدفع النفاث لأجرام النظام الشمسي الصغيرة

- الاكتشاف · مخطط المدار ·  العناصر المدارية · المعلمات المادية

- (29313) 1994 CR على موقع ويكي سكاي: DSS2, SDSS, GALEX, IRAS, Hydrogen α, X-Ray, Astrophoto, Sky Map, Articles and images